# باتريك دويل
باتريك دويل (بالإنجليزية: Patrick Doyle )‏ (و. 1953  م) هو ملحن، ومؤلفو موسيقى تصويرية، وممثل أفلام بريطاني.

## التعليم
تعلم في المعهد الملكي في اسكتلندا.

## وصلات خارجية
- باتريك دويل على موقع IMDb (الإنجليزية)
- باتريك دويل على موقع ألو سيني (الفرنسية)
- باتريك دويل على موقع ميوزك برينز (الإنجليزية)
- باتريك دويل على موقع أول موفي (الإنجليزية)
- باتريك دويل على موقع أول موفي (الإنجليزية)
- باتريك دويل على موقع بوكس أوفيس موجو (الإنجليزية)
- باتريك دويل على موقع قاعدة بيانات الأفلام السويدية (السويدية)
- باتريك دويل على موقع أول ميوزيك (الإنجليزية)
- باتريك دويل على موقع ديسكوغز (الإنجليزية)
- باتريك دويل على موقع قاعدة بيانات الفيلم (الإنجليزية)